# John Adams (compositore)
John Adams (Worcester, 15 febbraio 1947) è un compositore statunitense di musica contemporanea.

## Biografia
Laureato a Harvard, dov'era già attivo come clarinettista e direttore d'orchestra, si è perfezionato successivamente in composizione con Leon Kirchner, David Del Tredici e Roger Sessions.
Fra il 1972 ed il 1983 ha insegnato al conservatorio di San Francisco.
Nel 2003 gli è stato assegnato il Premio Pulitzer. John Adams è anche membro dell'American Academy of Arts and Letters.
Attualmente è compositore in residence alla Carnegie Hall, ma mantiene anche un'intensa attività come direttore d'orchestra con un repertorio che spazia da Claude Debussy, Igor' Fëdorovič Stravinskij, Béla Bartók e Maurice Ravel a Frank Zappa, Charles Ives, Steve Reich, Philip Glass, George Benjamin, Roberto Carnevale e Duke Ellington, oltre naturalmente alla propria musica.
Nel 2019 ha ricevuto il Premio Erasmo alla carriera.

## Opere

### Teatro
- (1985-87) Nixon in China
- (1991) The Death of Klinghoffer
- (1995) I Was Looking at the Ceiling and Then I Saw the Sky

- (2000) El Niño nel Théâtre du Châtelet di Parigi, opera-oratorio, libretto del compositore e Peter Sellars, dirige Kent Nagano con Dawn Upshaw, Lorraine Hunt Lieberson e Willard White.
- (2005) Doctor Atomic
- (2006) A Flowering Tree

### Altro
- (1968) The Electric Wake
- (1970) Piano Quintet
- (1971) Heavy Metal
- (1972) Hockey Seen
- (1973) American Standard
- (1973) Christian Zeal and Activity
- (1973) Mary Lou: A Routine
- (1973) Ktaadn
- (1973) Ragamarole
- (1975) Grounding
- (1976) Etudes and a Continuum
- (1976) Onyx
- (1976) Saxophone
- (1976) Sermon
- (1976) Studebaker Love Music'"
- (1977) China Gates
- (1977) Phrygian Gates
- (1978) Shaker Loops
- (1979) Common Tones in Simple Time
- (1980) Harmonium
- (1982) Grand Pianola Music
- (1983) Light Over Water
- (1983) Shaker Loops
- (1984) Harmonielehre
- (1985) The Chairman Dances
- (1985) Tromba Lontana

- (1986) Short Ride in a Fast Machine
- (1988) Fearful Symmetries
- (1988) The Wound Dresser
- (1989) Eros Piano
- (1991) Berceuse Élégiaque
- (1991) El Dorado
- (1992) Hoodoo Zephyr
- (1992) Chamber Symphony
- (1993) Violin Concerto
- (1994) John's Book of Alleged Dances
- (1995) Road Movies
- (1995) Lollapalooza
- (1996) Scratchband
- (1996) Hallelujah Junction
- (1996) Gnarly Buttons
- (1996) Slonimsky's Earbox
- (1997) Century Rolls
- (1998) Naive and Sentimental Music
- (2000) El Niño
- (2003) American Berzerk
- (2001) Guide to Strange Places
- (2002) On the Transmigration of Souls
- (2003) My Father Knew Charles Ives
- (2003) The Dharma at Big Sur
- (2005) Doctor Atomic Symphony